# 石孝女
石孝女，明朝女性人物，新昌（今浙江省新昌县）人。
她在襁褓时，父亲石潜因事籍没，关在京城监狱。母亲吴氏因为漏籍获免，依附兄弟为生。一天，父亲逃归，藏在吴家。吴家兄弟害怕连坐，杀了他放在大窖中，母亲不敢说。女儿长大后，问母亲：“我为什么没有父亲？”母亲告诉她原因，石氏大为悲愤。永乐初年，十六岁，舅家主持让她婚配族子。石氏对母亲说：“杀我父亲的人，是吴家。怎能作杀父仇人的媳妇？”母亲说：“此事不是我做主，怎么办？”石氏点头不答。出嫁之日，正在礼宾，石氏自缢于室中。母亲仰天大哭：“我女儿之死，不想当仇人的媳妇啊。”号恸数日而死。官府得知，将杀石潜的人治罪。